# Laurent Pasquali
Laurent Pasquali (* 6. Juli 1975 in Uccle; † November 2018 in Levallois-Perret) war ein französischer Autorennfahrer. 

## Karriere im Motorsport
Laurent Pasquali ist seit Mitte der 2000er-Jahre im GT-Sport aktiv. Er ging im Porsche Carrera Cup Frankreich in der GT-Meisterschaft seines Landes an den Start. 2011 gewann er gemeinsam mit Anthony Beltoise auf einem Porsche 997 GT3-R der Alméras-Brüder die Gesamtwertung dieser Meisterschaft. 2013 wurde er auf einem von Sébastien Loeb gemeldeten McLaren MP4-12C Meisterschaftszweiter. Teampartner war erneut Anthony Beltoise.
2008 bestritt er das 24-Stunden-Rennen von Le Mans und beendete das Langstreckenrennen als 21. der Gesamtwertung.

## Vermisst und gewaltsamer Tod
Im Herbst 2018 verschwand Laurent Pasquali zunächst spurlos. Freunde gaben in Interviews darüber Auskunft, dass Pasquali große Geldprobleme habe. Ob diese im Zusammenhang mit seinem Verschwinden standen, blieb offen. Am 1. September 2019 fand ein Wanderer in einem Wald bei Cistrières die Überreste eines menschlichen Skeletts, die laut DNA-Untersuchung zum toten Körper von Pasquali gehörten. Laut der folgenden Untersuchung, die zu einigen Verhaftungen führte, war er in dubiose Geldgeschäfte verwickelt. Sein Mörder, ein ehemaliger Wachmann, soll ihn in der Garage seines Hauses in Levallois-Perret erschossen und die Leiche dann hunderte Kilometer entfernt in besagtem Wald vergraben haben.

## Statistik

### Le-Mans-Ergebnisse
| Jahr | Team                  | Fahrzeug                | Teamkollege       | Teamkollege          | Platzierung | Ausfallgrund |
| ---- | --------------------- | ----------------------- | ----------------- | -------------------- | ----------- | ------------ |
| 2008 | Luc Alphand Aventures | Chevrolet Corvette C6.R | Patrice Goueslard | Jean-Luc Blanchemain | Rang 21     |              |